# Алмедин Хота
Алмеди́н Хота́ (босн. Almedin Hota; нар. 22 липня 1976, Сараєво, СФР Югославія) — боснійський футболіст та футбольний тренер, нападник. Найбільш відомий завдяки виступам у складі австрійських «Кернтена» та ЛАСКа, а також збірної Боснії і Герцеговини.

## Життєпис
Алмедин Хота народився в Сараєво, де й розпочав займатися футболом у академії місцевого «Желєзнічара». Згодом тренувався у футбольному клубі «Олімпік». Першим серйозним клубом для Алмедина стала «Босна», у складі якої він здобув національний Кубок, Суперкубок країни та «бронзу» національного чемпіонату. Незважаючи на доволі молодий вік, Хота отримав від партнерів капітанську пов'язку та був одним із системотворчих футболістів «Босни». Протягом 1999—2000 років захищав кольори ФК «Сараєво», що на той час був одним з провідних клубів Боснії і Герцеговини.
У 2000 році Алмедин переїхав до Австрії, де уклав угоду з «Кернтеном». Перший же сезон у новій команді виявився для боснійця вкрай вдалим — разом з партнерами від здобув золоті нагороди першої ліги, Кубок Австрії та Суперкубок країни. За два роки Хота був близький до здобуття ще одного трофею, однак у фіналі Кубка 2002/03 «Кернтен» поступився віденській «Аустрії». Загалом провів у команді близько шести років, ставши одним з основних гравців та капітаном команди.
У 2006 році боснійський півзахисник уклав угоду з іншим австрійськом клубом — ЛАСКом. Впевнена гра досвідченого Хоти допомогла клубу з Лінца вирішити завдання здобуття «золота» першої ліги та підвищення у класі, однак після одного доволі посереднього сезону в австрійській Бундеслізі Алмедин знову перейшов до команди першої ліги «Тренквальдер Адміра». У новому клубі Хота двічі був близький до тріумфу, здобувши «срібло» та «бронзу» першості, після чого вирушив до Ірану, де протягом нетривалого часу захищав кольори клубу «Алюмініум Хормозган».
Повернувшись з Ірану, 34-річний Хота майже півроку перебував поза футболом, аж доки не відгукнувся на пропозицію австрійського аматорського клубу «Вельценегг». У липні 2011 року боснієць перейшов до клубу регіональної ліги «Аустрія Клагенфурт», де провів повноцінний сезон, після чого перейшов до «Бляйбурга», що виступав у Земельній лізі.
З 2013 року виступав за «Аннабіхлер», що також брав участь у змаганнях Земельної ліги. У сезоні 2015/16 клуб змагався у третій за значущістю дивізіон, втім за підсумками чемпіонату знову перейшов у розряд аматорів. Незважаючи на солідний як для футболіста вік, Алмедин Хота був одним з провідних гравців команди. З березня 2016 року — асистент головного тренера «Аннабіхлера». У червні 2017 року вирішив остаточне завершити кар'єру гравця.
Окрім футболу спробував знайти себе у сфері обслуговування, відкривши в 2014 році у Клагенфурт-ам-Вертерзе заклад швидкого харчування «Hoti's Grillhaus».

## Виступи у збірній
Дебютний матч за збірну Алмедин Хота провів 14 травня 1998 року, замінивши Елвира Болича у товариській грі зі збірною Аргентини. Найбільшу кількість матчів у головній команді Боснії і Герцеговини провів у 2001 році, в тому числі шість відбіркових матчів до Чемпіонату світу 2002 року. Дебютним забитим м'ячем відзначився 12 січня 2001 року в матчі зі збірною Бангладеша, що відбувся в рамках міжнародного товариського турніру Millennium Super Soccer Cup.
Забиті м'ячі у складі збірної Боснії і Герцеговини
| #  | Дата            | Місце       | Стадіон                         | Суперники                          | Рахунок | Змагання                    |
| -- | --------------- | ----------- | ------------------------------- | ---------------------------------- | ------- | --------------------------- |
| 1. | 12 січня 2001   | Індія       | Стадіон Джавахарлала Неру, Кочі | Бангладеш — Боснія і Герцеговина   | 0–2     | Millennium Super Soccer Cup |
| 2. | 12 січня 2001   | Індія       | Стадіон Джавахарлала Неру, Кочі | Бангладеш — Боснія і Герцеговина   | 0–2     | Millennium Super Soccer Cup |
| 3. | 28 березня 2001 | Ліхтенштейн | «Райнпарк», Вадуц               | Ліхтенштейн — Боснія і Герцеговина | 0–1     | Відбірковий матч до ЧС-2002 |

## Досягнення
У складі «Босни»
- Володар Суперкубка Боснії і Герцеговини (1): 1999
- Володар Кубка Боснії і Герцеговини (1): 1998/99
- Бронзовий призер чемпіонату Боснії і Герцеговини (1): 1996/97

У складі ФК «Сараєво»
- Бронзовий призер чемпіонату Боснії і Герцеговини (1): 1999/2000

У складі «Кернтена»
- Володар Суперкубка Австрії (1): 2001
- Володар Кубка Австрії (1): 2000/01
- Фіналіст Кубка Австрії (1): 2002/03
- Переможець першої ліги чемпіонату Австрії (1): 2000/01
- Бронзовий призер першої ліги чемпіонату Австрії (1): 2004/05

У складі ЛАСКа
- Переможець першої ліги чемпіонату Австрії (1): 2006/07

У складі «Тренквальдер Адміри»
- Срібний призер першої ліги чемпіонату Австрії (1): 2009/10
- Бронзовий призер першої ліги чемпіонату Австрії (1): 2008/09